# Müllergraben (Gemeinde Klein Sankt Paul)
Müllergraben ist eine Ortschaft in der Gemeinde Klein St. Paul im Bezirk Sankt Veit an der Glan in Kärnten (Österreich). Die Ortschaft hat 1 Einwohner (Stand 1. Jänner 2024).

## Lage
Die Ortschaft liegt nordöstlich von Wieting, auf dem Gebiet der Katastralgemeinde Buch, im Graben des Graierbachs, an den Westhängen der Saualpe. Im Ort werden folgende Hofnamen geführt: Herzog (Nr. 2), Vöklbauer (Nr. 3), Wussnig (Nr. 4) und Jastrumer (Nr. 5).

## Geschichte
Die Gegend war schon in der Römerzeit besiedelt. In der zweiten Hälfte des 19. Jahrhunderts wurde ein römischer Grabstein dokumentiert, der in einem Stallgebäude beim Müller eingemauert war. Der Stein wurde 1930 nach Lölling Graben übertragen und im Gebäude der dortigen Hohenbergschen Gutsverwaltung eingemauert. Der Hof Müller am Graierbach, der dem Ort seinen Namen gab, kam im 20. Jahrhundert ebenso ab wie einige andere der früher hier bestehenden einschichtigen Höfe und die Keuschen der Holzarbeiter. 
Der Müllergraben wurde lange Zeit als Teil der Ortschaft Oberwietingberg betrachtet und teilte deren Geschichte: In der ersten Hälfte des 19. Jahrhunderts gehörte Oberwietingberg samt dem Müllergraben zum Steuerbezirk Wieting. Bei Gründung der Ortsgemeinden Mitte des 19. Jahrhunderts kam der Ort an die Gemeinde Wieting, im Zuge der Gemeindestrukturreform 1973 an die Gemeinde Klein Sankt Paul. Erst in der Gemeinde Klein Sankt Paul begann man, Müllergraben als eigene Ortschaft zu führen.

## Bevölkerungsentwicklung
Für die Ortschaft ermittelte man folgende Einwohnerzahlen:
- 2001: 3 Gebäude (davon 2 mit Hauptwohnsitz) mit 2 Wohnungen; 7 Einwohner und 0 Nebenwohnsitzfälle; 2 Haushalte; 0 Arbeitsstätten, 1 land- und forstwirtschaftlicher Betrieb[3]
- 2011: 3 Gebäude, 0 Einwohner, 0 Haushalte, 0 Arbeitsstätten[4]
- 2021: 3 Gebäude, 1 Einwohner, 1 Haushalt, 0 Arbeitsstätten[5]